# IIHF Federation Cup 1994-1995
La prima edizione della IIHF Federation Cup 1994-1995 vide come protagoniste perlopiù squadre provenienti dall'Europa dell'Est e dai Balcani. Difficoltà politiche si ebbero quando la squadra croata KHL Medveščak Zagabria si qualificò per il girone finale che si tenne a Lubiana, cui, per di più, era qualificata anche una squadra jugoslava, l'HK Partizan Belgrado: la Guerra d'indipendenza croata non era all'epoca ancora terminata.

## Gironi preliminari

### Gruppo A, Oświęcim
| 11 novembre 1994   |                      |                           |
| Salavat Julaev Ufa | 21:1 (9:0, 7:0; 5:1) | KHL Medveščak Zagabria    |
| 11 novembre 1994   |                      |                           |
| KS Unia Oświęcim   | 3:2 (1:1, 1:1, 1:0)  | Alba Volán Székesfehérvár |

#### Finale per il 3º posto
| 12 novembre 1994     |                      |                           |
| KHL Medveščak Zagreb | 2:13 (1:4, 0:4, 1:5) | Alba Volán Székesfehérvár |

### Finale
| 12 novembre 1994 |                      |                     |
| KS Unia Oświęcim | 2:10 (5:0, 3:0, 2:2) | Salavat Julajev Ufa |

### Gruppo B, Poprad
| 11 novembre 1994 |                       |                   |
| HC Pardubice     | 12:2 (4:0, 4:2, 4:0)  | Politechnik Kiev  |
| 11 novembre 1994 |                       |                   |
| HK ŠKP Poprad    | 20:1 (13:0, 4:1, 3:0) | SC Miercurea-Ciuc |

#### Finale per il 3º posto
| 12 novembre 1994 |                     |                   |
| Politechnik Kiev | 6:5 (2:3, 2:0, 2:2) | SC Miercurea-Ciuc |

#### Finale
| 12 novembre 1994 |                                 |              |
| HK ŠKP Poprad    | 4:5 d.t.s. (1:1, 2:1, 1:2, 0:1) | HC Pardubice |

### Gruppo C, Belgrado
| 11 novembre 1994     |                      |                       |
| Bulat Temirtau       | 12:1 (5:0, 2:0, 5:1) | HC Levski Sofia       |
| 11 novembre 1994     |                      |                       |
| HK Partizan Belgrado | 5:1 (1:0, 4:1, 0:0)  | HK Vojvodina Novi Sad |

#### Finale per il 3º posto
| 12 novembre 1994      |                     |                 |
| HK Vojvodina Novi Sad | 2:4 (1:2, 1:0, 0:2) | HC Levski Sofia |

#### Finale
| 12 novembre 1994     |                     |                |
| HK Partizan Belgrado | 4:2 (1:0, 1:2, 0:2) | Bulat Temirtau |

## Girone finale
Il girone finale si disputò a Lubiana, in Slovenia, tra il 28 e il 29 dicembre 1994. Oltre alla società ospitante, l'HDD Olimpija Ljubljana, vi presero parte le tre squadre vincitrici dei gironi preliminari.

### Semifinale
| 28 dicembre 1994    |                     |                      |
| HC Pardubice        | 6:1 (2:0, 2:0, 2:1) | HK Partizan Belgrado |
| 28 dicembre 1994    |                     |                      |
| HDD Olimpia Lubiana | 1:7 (1:1, 0:4, 0:2) | Salavat Julajev Ufa  |

### Finale per il 3º posto
| 29 dicembre 1994    |                      |                      |
| HDD Olimpia Lubiana | 12:0 (3:0, 7:0, 2:0) | HK Partizan Belgrado |

### Finale
| 29 dicembre 1994 |                     |                     |
| HC Pardubice     | 1:4 (0:0, 0:2, 1:2) | Salavat Julajev Ufa |